# 伊達里子

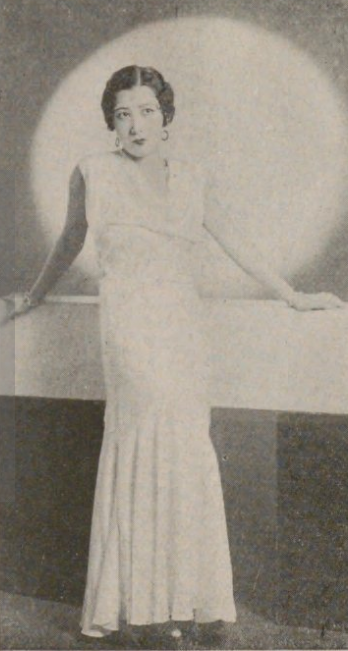
1933年

伊達 里子（だて さとこ、1910年10月11日 - 1972年10月23日）は、昭和期の日本の女優。
松竹蒲田に入社し、曲線美女優として売り出された。モボ・モガの時代を代表する日本の女優。松竹では、モダンガールの代名詞として、サイレントからトーキー（音声あり）に変革される日本映画黎明期から、昭和30年代まで映画界にて活躍した。

## 来歴

### 生い立ち
神奈川県横須賀市汐入に生まれ、幼い頃に東京市赤坂区に移る。1923年に氷川台小学校から、文化学院中等部に入学。当時の文化学院には、華やかな校風があり、同期には、入江たか子、夏川静枝、また恩師には与謝野晶子がいた。

### 映画界へ
文化学院時代から女優志望だったが、1927年に卒業後に家出し、友人で女優になった入江たか子を訪ねて京都へ。しかし再会できず、東京へ戻る時、三宮豊子と出会い、彼女の経営する中野町（現在の阿佐ヶ谷）のリウナというカフェで働いていたところ話題となり、偶然に親戚筋の松竹の脚本家・野田高梧と再会。その縁で1929年7月に松竹に入社し、曲線美女優としてデビューする。『ダンスガールの悲哀』（佐々木恒次郎監督）では、川崎弘子、結城一郎と共演。翌1930年、小津安二郎監督、高田稔、川崎弘子の出演する『朗らかに歩め』に助演。松竹蒲田にては『エロ神の怨霊』（小津安二郎監督）等、ナンセンス喜劇のヒロインとして活躍した。1931年には、松竹を代表するモダンガール女優となり、準幹部に昇進した。
1931年には、日本映画史のエポックメイキングー日本初の本格的トーキー作品である『マダムと女房』新妻役の田中絹代に対抗するモダンマダムに扮し、ジャズのレコードを鳴らして怒鳴り込んだ劇作家（渡邊篤）を魅惑する美貌のマダムを演じた。
その後小津安二郎監督の『また逢ふ日まで』等に助演した後、1932年に日活太秦に移り、山本嘉次郎監督の『桃色の娘』に出演。1934年に日活を退社し、舞台の世界へと転身。前進座で舞台生活をした後、1935年にフリーで女優に復帰した後、P.C.L（現在の東宝、ソニーの母体）の専属となる。
1937年、男児を出産。

### 戦後・晩年
戦時中から戦後まで、東京都世田谷区の成城に居住。『皇道は遥かなり』〈原題 Long The Imperial Way 〉がベストセラーとなり、映画化の話で来日した日系アメリカ人小説家の田崎花馬と1951年に結婚。神奈川県の中央林間に転居。新東宝『チャッカリ夫人とウッカリ夫人』を最後に映画界を引退。その後離婚し、洗礼を受けカトリック教徒になる。洗礼名はマリア。1972年10月23日、肺ガンのため港区白金台の東京大学医科学研究所付属病院にて死去。葬儀は上大崎の聖アンセルモ目黒教会にて執り行われた。

## 出演作品
1929年
- 不壊の白珠（10月17日、松竹蒲田） - 片山の姪龍子 役
- ダンスガールの悲哀（11月1日、松竹蒲田）

1930年
- スポーツ精神（1月26日、松竹蒲田）
- 朗かに歩め（3月1日、松竹蒲田） - 千恵子 役
- 麗人（4月26日、松竹蒲田） - 照子 役
- エロ神の怨霊（7月27日、松竹蒲田） - ダンサー夢子 役
- 海坊主悩まし（8月8日、松竹蒲田）
- 青春の血は躍る（9月19日、松竹蒲田） - その情婦モガ・瑠璃子 役
- 恋の借金狂ひの戦術（10月10日、松竹蒲田）
- 若者よなぜ泣くか（11月15日、松竹蒲田） - 淑女 役
- 留守中発展（11月28日、松竹蒲田）

1931年
- 精力女房（1月5日、松竹蒲田）
- モダン籠の鳥（1月10日、松竹蒲田）
- 私のパパさんママが好き（1月31日、松竹蒲田）
- 淑女と髯（2月7日、松竹蒲田） - 不良モダンガール 役
- 銀河（2月14日、松竹蒲田） - バーの女給 役
- 夫よなぜ泣くか（3月6日、松竹蒲田）
- 壊け行く珠（3月14日、松竹蒲田）
- 有憂華（4月3日、松竹蒲田） - 時雄の妻香代子 役
- そりゃ実感よ（4月10日、松竹蒲田） - 恋人・春代 役
- 女は強くて独りもの（6月6日、松竹蒲田）
- この母に罪ありや（6月12日、松竹蒲田） - 女給・葉子 役
- マダムと女房（8月1日、松竹蒲田） - 隣のマダム 役
- 何が彼女を裸にしたか（8月15日、松竹蒲田）
- 女の求むる男（9月1日、松竹蒲田）
- 怪盗Ｘ団（9月16日、松竹蒲田）
- 生活線ABC 藤枝の巻（10月16日、松竹蒲田）
- 青春図会（10月31日、松竹蒲田）
- 深夜の溜息（12月18日、松竹蒲田）
- 七つの海 前篇 処女篇（12月23日、松竹蒲田） - 高杉耀子 役
- 若き日の感激（12月31日、松竹蒲田） - 進一情婦 役
- マネキン亭主（月日不明、松竹蒲田）

1932年
- デパートの姫君（1月7日、松竹蒲田）
- 七つの海 後篇・貞操篇（2月11日、松竹蒲田） - 高杉耀子 役
- 相思樹（2月19日、松竹蒲田）
- 三十二年型恋愛武士道（2月27日、松竹蒲田）
- 陽気なお嬢さん（6月3日、松竹蒲田） - 大伴桂子 役
- 人生の処女航海（7月8日、松竹蒲田） - 芙美子 役
- 白夜は明くる（9月9日、松竹蒲田） - 妹・蘭子 役
- 青春の夢いまいづこ（10月13日、松竹蒲田） - 令嬢 役
- 与太者と縁談（10月20日、松竹蒲田）
- また逢ふ日まで（11月24日、松竹蒲田） - 女の友達 役
- 暴風帯（12月1日、松竹蒲田） - 光子 役
- 椿姫（12月31日松竹蒲田）
- 真珠夫人（4月6日、日活太秦）
- 桃色の娘（6月1日、日活太秦） - 娘富子 役
- 母よ子よ（7月6日、日活太秦）
- 三万両五十三次 道中活殺篇（7月6日、日活太秦） - 陽炎のお蓮 役
- 三万両五十三次 京洛解決篇（7月13日、日活太秦） - 陽炎のお蓮 役
- 大学の歌（9月14日、日活太秦） - 三室貞子 役
- 丹下左膳 第一篇（11月15日、日活太秦） - お蓮 役
- 金色夜叉（12月8日、日活太秦）
- 女人曼陀羅 第一篇（12月31日、日活太秦） - お知歌 役

1934年
- 女人曼陀羅 第二篇（1月14日、日活太秦） - お知歌 役
- 丹下左膳 剣戟の巻（3月29日、日活太秦） - お蓮 役
- 定九郎小僧（4月19日、日活太秦） - 女賊おしん 役
- 忠臣蔵 刃傷篇・復讐篇（5月17日、日活京都） - 大石の妻りく 役
- 接吻市場（6月7日、日活多摩川）
- 足軽出世譚（7月12日、千恵プロ） - お蝶 役
- 雁来紅（11月22日、入江ぷろ） - タイピストのマチ子 役

1935年
- すみれ娘（5月11日、P.C.L.）
- 三色旗ビルディング（7月12日、P.C.L. ） - 眉定 役

1936年
- エノケンのどんぐり頓兵衛（1月31日、P.C.L.） - お玉ノ方 役
- 処女花園（6月11日、P.C.L.）
- 朝の並木路（11月1日、P.C.L.） - 光子 役
- 東京ラプソディ（12月1日、P.C.L.）

1937年
- 戦国群盗伝 前篇 虎狼（2月11日、P.C.L.＝前進座）
- 戦国群盗伝 後篇 暁の前進（2月20日P.C.L.＝前進座）
- からゆきさん（3月11日、P.C.L.映画製作所＝入江ぷろだくしょん） - こと 役
- 青春部隊（3月24日、P.C.L.）
- 東海道は日本晴れ（7月1日、P.C.L.） - お信ちゃん 役
- 波止場やくざ（9月8日、東京発声）

1938年
- 藤十郎の恋（5月1日、東宝映画東京） - 壬生米問屋の内儀 役

1939年
- 裸の教科書（4月11日、東宝映画東京）
- 忠臣蔵 前篇・後篇（4月21日、東宝映画東京） - 一力仲居おふさ 役
- プロペラ親爺（5月11日、東宝映画東京）

1940年
- 金語楼のむすめ物語（4月10日、東宝映画京都） - 夫人 役
- 孫悟空 前篇・後篇（11月6日、東宝映画東京） - 同化粧長幻々女史 役

1941年
- 兄の花嫁（1月18日、東宝映画東京） - 山本家親族 役
- をり鶴七変化 前篇・後篇（4月9日、東宝映画東京） - 妻きん 役
- 白鷺（5月1日、東宝映画東京） - 砂子女中 役
- 我が家は楽し（12月24日、東宝映画）
- 男の花道（12月30日、東宝映画） - 芸妓 役

1943年
- 伊那の勘太郎（1月3日、東宝映画） - 鳶屋おたま 役
- ハナ子さん（2月25日、東宝映画）

1948年
- 馬車物語（1月27日、新東宝映画） - 母たき 役
- 花ひらく（4月2日、新東宝映画） - 日野夫人 役

1949年
- 鍋島怪猫伝（8月23日、新東宝） - 奥女中錦木 役

1950年
- 銀座三四郎（4月9日、新東宝＝青柳プロ） - マダム秋子 役
- 母情（6月28日、新東宝）

1951年
- 右門捕物帖 片眼狼（1月7日、綜芸プロ＝新東宝） - 腰元汐路 役

1952年
- チャッカリ夫人とウッカリ夫人（4月24日、新東宝）